# Blackburn Sydney
Il Blackburn R.B.2 Sydney fu un idrovolante da ricognizione marittima a scafo centrale, trimotore e monoplano ad ala alta, sviluppato dall'azienda aeronautica britannica Blackburn Aircraft Ltd. negli anni trenta e rimasto allo stadio di prototipo.
Destinato ad essere utilizzato in servizio nei reparti della Royal Air Force (RAF) nel periodo interbellico, ad una valutazione comparativa non fu in grado di soddisfare il committente ed il suo sviluppo venne ben presto interrotto.

## Storia del progetto
Nel 1927, nell'ambito di un programma di rinnovamento della flotta aerea in dotazione alla RAF, l'Air Ministry, il ministero che all'epoca sovraintendeva l'intera aviazione civile e militare del Regno Unito, emise una specifica, indicata come R.5/27, per la fornitura di un nuovo modello di idrovolante idoneo alle missioni di ricognizione aerea.
Contattata a tale scopo la Blackburn Aircraft, il suo ufficio tecnico elaborò un progetto di un idrovolante dall'impostazione classica per l'epoca e per le dimensioni del velivolo, ovvero a scafo centrale, con tuttavia alcune particolarità.
Lo scafo integrava lo spazio per i membri dell'equipaggio: due piloti (nella relativa cabina chiusa) un mitragliere, un marconista ed un tecnico (che quando non erano nelle proprie postazioni aperte rimanevano protetti dalla struttura stagna); terminava posteriormente con un complesso impennaggio a tre derive.
la propulsione era affidata a tre motori collocati in configurazione traente in altrettante gondole alari davanti e sopra il bordo d'attacco.
Per la velatura fu scelta la configurazione monoplana, con piano alare montato alto a parasole, collegato allo scafo tramite una robusta ed unica struttura centrale integrata da lunghe aste di controvento, piano dal quale si estendevano verso il basso le strutture di sostegno dei galleggianti equilibratori che intersecando e collegandosi con le aste irrobustivano ed irrigidivano ulteriormente la struttura complessiva.
Il prototipo, indicato dall'azienda come R.B.2 Sydney, venne portato in volo per la prima volta il 18 luglio 1930, equipaggiato con tre motori Rolls-Royce F.XII MS, dei 12 cilindri a V raffreddati a liquido in grado di esprimere la potenza di 525 hp (381 kW) ciascuno, quindi, terminati i test preliminari in azienda, inviato alle autorità RAF per essere avviato alle prove ufficiali. Queste non diedero i risultati sperati, di conseguenza non venne emesso alcun ulteriore ordine di fornitura. Questo influì negativamente nello sviluppo di una variante da trasporto equipaggiata con motori radiali, indicata come C.B.2 Nile, che l'azienda abbandonò dopo il rifiuto del Sydney.

## Utilizzatori
Regno Unito
- Royal Air Force

solamente in prove di valutazione.

### Periodici
- (EN) The Blackburn "Sydney" Flying Boat, in Flight, Sutton, Surrey - UK, Reed Business Information Ltd., 5 settembre 1930,  p. 986. URL consultato il 3 aprile 2015.